# Mistrzostwa Świata w Lekkoatletyce 2022 – skok w dal mężczyzn
Skok w dal mężczyzn – jedna z konkurencji technicznych rozgrywanych podczas lekkoatletycznych mistrzostw świata na Hayward Field w Eugene.

## Terminarz
| Data     | Godzina |              |
| -------- | ------- | ------------ |
| 15 lipca | 18:00   | Kwalifikacje |
| 16 lipca | 18:20   | Finał        |

## Rekordy
Tabela prezentuje rekord świata, rekord mistrzostw świata, rekordy kontynentów oraz najlepszy wynik na listach światowych w sezonie 2022 przed rozpoczęciem mistrzostw.
|                            | Zawodnik                    | Wynik | Miejsce              | Data                  | Źródło |
| -------------------------- | --------------------------- | ----- | -------------------- | --------------------- | ------ |
| Rekord świata              | Mike Powell                 | 8,95  | Tokio                | 30 sierpnia 1991(dts) | [ 2 ]  |
| Listy światowe             | Simon Ehammer               | 8,45  | Götzis               | 28 maja 2022(dts)     | [ 2 ]  |
| Rekord mistrzostw świata   | Mike Powell                 | 8,95  | Tokio                | 30 sierpnia 1991(dts) | [ 2 ]  |
| Rekord Afryki              | Luvo Manyonga               | 8,65  | Potchefstroom        | 22 kwietnia 2017(dts) | [ 4 ]  |
| Rekord Ameryki Północnej   | Mike Powell                 | 8,95  | Tokio                | 30 sierpnia 1991(dts) | [ 5 ]  |
| Rekord Ameryki Południowej | Irving Saladino             | 8,73  | Hengelo              | 24 maja 2008(dts)     | [ 6 ]  |
| Rekord Australii i Oceanii | Mitchell Watt               | 8,54  | Sztokholm            | 29 lipca 2011(dts)    | [ 7 ]  |
| Rekord Azji                | Mohamed Salman Al-Khuwalidi | 8,48  | Sotteville-lès-Rouen | 2 lipca 2006(dts)     | [ 8 ]  |
| Rekord Europy              | Robert Emmijan              | 8,86  | Cachkadzor           | 22 maja 1987(dts)     | [ 9 ]  |

## Wyniki

### Kwalifikacje
Awans: 8,15 (Q) lub 12 najlepszych rezultatów (q). Źródło: worldathletics.org.
| Pozycja | Grupa | Zawodnik                  | Państwo                  | Runda | Runda | Runda | Wynik | Uwagi |
| Pozycja | Grupa | Zawodnik                  | Państwo                  | 1     | 2     | 3     | Wynik | Uwagi |
| ------- | ----- | ------------------------- | ------------------------ | ----- | ----- | ----- | ----- | ----- |
| 1.      | A     | Yūki Hashioka             | Japonia                  | x     | 8,18  |       | 8,18  | Q     |
| 2.      | A     | Marquis Dendy             | Stany Zjednoczone        | 7,80  | 8,02  | 8,16  | 8,16  | Q     |
| 3.      | A     | Thobias Montler           | Szwecja                  | x     | 7,83  | 8,10  | 8,10  | q     |
| 4.      | A     | Simon Ehammer             | Szwajcaria               | x     | 7,90  | 8,09  | 8,09  | q     |
| 5.      | B     | Miltiadis Tendoglu        | Grecja                   | 8,03  | x     | x     | 8,03  | q     |
| 5.      | A     | Eusebio Cáceres           | Hiszpania                | x     | x     | 8,03  | 8,03  | q     |
| 7.      | B     | Sreeshankar               | Indie                    | 7,86  | 8,00  | x     | 8,00  | q     |
| 8.      | A     | Henry Frayne              | Australia                | 7,99  | x     | –     | 7,99  | q     |
| 9.      | A     | Wayne Pinnock             | Jamajka                  | 7,74  | 7,98  | x     | 7,98  | q     |
| 10.     | B     | Wang Jianan               | Chińska Republika Ludowa | 7,98  | –     | 7,69  | 7,98  | q     |
| 11.     | B     | Steffin McCarter          | Stany Zjednoczone        | 7,94  | x     | 7,93  | 7,94  | q     |
| 12.     | B     | Maykel Massó              | Kuba                     | x     | 7,93  | 7,60  | 7,93  | q     |
| 13.     | B     | Emiliano Lasa             | Urugwaj                  | 7,89  | 7,82  | x     | 7,89  |       |
| 14.     | B     | Radek Juška               | Czechy                   | x     | x     | 7,87  | 7,87  |       |
| 15.     | A     | Rushwal Samaai            | Południowa Afryka        | 6,34  | 7,86  | x     | 7,86  | SB    |
| 16.     | B     | Christopher Mitrevski     | Australia                | 7,79  | 7,57  | 7,83  | 7,83  |       |
| 17.     | B     | William Williams          | Stany Zjednoczone        | 7,83  | 7,53  | 7,74  | 7,83  |       |
| 18.     | B     | LaQuan Nairn              | Bahamy                   | 7,80  | x     | 7,80  | 7,80  |       |
| 19.     | B     | Jovan van Vuuren          | Południowa Afryka        | 7,80  | x     | 7,50  | 7,80  |       |
| 20.     | A     | Jeswin Aldrin Johnson     | Indie                    | x     | x     | 7,79  | 7,79  |       |
| 21.     | B     | Natsuki Yamakawa          | Japonia                  | 7,50  | 7,72  | 7,75  | 7,75  |       |
| 22.     | A     | Huang Changzhou           | Chińska Republika Ludowa | 7,59  | 7,75  | 7,68  | 7,75  |       |
| 23.     | A     | Muhammed Anees Yahiya     | Indie                    | 7,19  | 7,73  | 7,58  | 7,73  |       |
| 24.     | B     | Tristan James             | Dominika                 | x     | 7,72  | 7,59  | 7,72  |       |
| 25.     | A     | José Mandros Martínez     | Peru                     | x     | 7,71  | x     | 7,71  |       |
| 26.     | A     | Kristian Pulli            | Finlandia                | 7,55  | 7,56  | 7,31  | 7,56  |       |
| 27.     | A     | Samory Fraga              | Brazylia                 | x     | 7,51  | 6,77  | 7,51  |       |
| 28.     | A     | Salim Saleh Mus Al Yarabi | Oman                     | x     | 7,43  | 7,29  | 7,43  |       |
| 29.     | B     | Benjamin Gföhler          | Szwajcaria               | 7,41  | 7,39  | 7,40  | 7,41  |       |
| –       | A     | Cheswill Johnson          | Południowa Afryka        | x     | x     | x     | NM    |       |
| –       | B     | Héctor Santos             | Hiszpania                | x     | x     | x     | NM    |       |
| –       | B     | Tajay Gayle               | Jamajka                  | x     | x     | x     | NM    |       |

### Finał
Źródło: worldathletics.org
| Pozycja | Zawodnik           | Państwo                  | Runda | Runda | Runda | Runda | Runda | Runda | Wynik | Uwagi |
| Pozycja | Zawodnik           | Państwo                  | 1     | 2     | 3     | 4     | 5     | 6     | Wynik | Uwagi |
| ------- | ------------------ | ------------------------ | ----- | ----- | ----- | ----- | ----- | ----- | ----- | ----- |
| 01 !    | Wang Jianan        | Chińska Republika Ludowa | 7,94  | x     | 8,03  | x     | 8,03  | 8,36  | 8,36  | SB    |
| 02 !    | Miltiadis Tendoglu | Grecja                   | x     | 8,30  | 8,29  | 8,24  | 8,32  | 8,20  | 8,32  |       |
| 03 !    | Simon Ehammer      | Szwajcaria               | 6,42  | 8,16  | 7,78  | x     | x     | 7,94  | 8,16  |       |
| 4.      | Maykel Massó       | Kuba                     | x     | 8,15  | x     | 7,79  | 8,02  | 7,88  | 8,15  | SB    |
| 5.      | Steffin McCarter   | Stany Zjednoczone        | 7,87  | 8,04  | x     | 7,88  | 7,87  | x     | 8,04  |       |
| 6.      | Marquis Dendy      | Stany Zjednoczone        | x     | 8,02  | 7,98  | x     | x     | x     | 8,02  |       |
| 7.      | Sreeshankar        | Indie                    | 7,96  | x     | x     | 7,89  | x     | 7,83  | 7,96  |       |
| 8.      | Eusebio Cáceres    | Hiszpania                | 7,91  | x     | 7,93  | x     | x     | x     | 7,93  |       |
| 9.      | Wayne Pinnock      | Jamajka                  | 7,33  | 7,88  | 7,84  | NQ    | NQ    | NQ    | 7,88  |       |
| 10.     | Yūki Hashioka      | Japonia                  | x     | x     | 7,86  | NQ    | NQ    | NQ    | 7,86  |       |
| 11.     | Thobias Montler    | Szwecja                  | 6,12  | 7,74  | 7,81  | NQ    | NQ    | NQ    | 7,81  |       |
| 12.     | Henry Frayne       | Australia                | x     | 7,80  | x     | NQ    | NQ    | NQ    | 7,80  |       |